# Dizimieu
Dizimieu är en kommun i departementet Isère i regionen Auvergne-Rhône-Alpes i sydöstra Frankrike. Kommunen ligger i kantonen Crémieu som tillhör arrondissementet La Tour-du-Pin. År 2022 hade Dizimieu 818 invånare.

## Befolkningsutveckling
Antalet invånare i kommunen Dizimieu
Referens:INSEE